# Worlds Collide Tour
World Collide Tour es la gira de conciertos de la banda holandés Within Temptation junto a la banda estadounidense Evanescence. Debido al coronavirus la gira se pospuso el 13 de marzo de 2020, pero las fechas fueron reprogramadas  La gira iba a comenzar a partir del 2 de septiembre de 2020 en la ciudad de Glasgow, Reino Unido y terminar el 1 de octubre de 2020 en Madrid, España,  ofreciendo hasta ahora, un total de 18 conciertos en Europa. pero se reprogramo para el mes de septiembre de 2021. La  gira estaba programada para comenzar el 16 de marzo de 2022 en Leipzig, Alemania, y finalizar el 15 de abril de 2022 en Zúrich, Suiza, debido a problemas logistícos se volvió a reprogramar y comenzara el 9 de noviembre de 2022 en Múnich y finalizara el 8 de diciembre de 2022 en Berlín.

## Antecedentes
Después de un festival en Suiza en que participaron Evanescence y Within Temptation, las dos bandas acordaron en planear una gira juntos sería una gran idea. Algunas semanas más tarde, ambas bandas publicaron vídeos en sus respectivas redes sociales con respecto a un futuro proyecto, creando expectativas para una posible gira o colaboración. El 17 de septiembre de 2019, se anunció que se embarcarían en una gira juntos en abril de 2020. Según Amy Lee en el anuncio oficial, una colaboración entre ellos era algo que el público de ambas bandas había estado pidiendo durante mucho tiempo. El desarrollo de una buena relación personal por parte de las dos bandas fue otro elemento que condujo a la concepción de la gira, ya que Lee señaló que ella y Den Adel "se conectaron instantáneamente" la primera vez que se conocieron. Resecto al título de la gira, Lee afirmó que ambas bandas lo eligieron juntas. Según la cantante, aunque vivan en países muy lejanos y tienen algunas diferencias en su música, también comparten muchas similitudes, por lo que el nombre refleja bien el abrazo de ambos.

### Producción
Tras las sucesivas reprogramaciones debidas a la pandemia, se permitió que la gira tuviera lugar en noviembre y diciembre de 2022. Se decidió que Within Temptation y Evanescence se turnarían para decidir qué banda tocaría primero cada noche.
La puesta en escena de ambas bandas también fue diferente. Within Temptation presentó un escenario con un ambiente de fantasía y futurista. Contenía una gran escultura mecánica en el centro, que representaba el rostro de una criatura. La pieza fue un elemento central del concierto, ya que la escultura se movía y se desarmaba en ciertas partes del show. Durante la canción «Angels», la vocalista Sharon den Adel cantó encima de la escultura, elevada por un ascensor, con unas alas en llamas proyectadas detrás de ella. Era la misma cara que aparecía en su vídeo musical de «The Purge», pero a mayor escala. Para la canción «All I Need», den Adel volvió a estar suspendida, esta vez interpretando la canción sentada en un columpio en forma de anillo y dentro de un círculo de luces. La banda también hizo uso de proyecciones en pantalla, máquinas de niebla y pirotecnia.
Evanescence presentó una puesta en escena diferente, con una decoración mínima y más concreta, que se centraba en las actuaciones de los miembros de la banda. Alrededor del escenario se dispusieron plataformas con escaleras. Al fondo, una pantalla en forma de triángulo sobre un fondo piramidal proyectaba diferentes imágenes y efectos para cada canción. Durante ciertos momentos del concierto, un piano de cola emergía del suelo en el centro del escenario, sobre el que se sentaba Amy Lee e interpretaba canciones como «Far From Heaven» y «My Immortal».

## Suceso comercial
Originalmente, se planeó que la gira presentara 12 conciertos, un número que luego se incrementó. Unos días después del inicio de las ventas se añadió un concierto extra en Ámsterdam, ya que el primero ya se había agotado. El 29 de octubre de 2019, se anunciaron cinco fechas más debido a la gran demanda y la rápida venta de entradas. Entre esas fechas, se programaron tres conciertos más en el Reino Unido ya que el de Londres se había agotado, uno más en Bélgica, y también entró en la ruta Luxemburgo. Para mayo de 2020, luego de la primera reprogramación, ya se habían vendido un total de 150.000 boletos.  El concierto en Munich fue reprogramado para tener lugar en un lugar más grande para las fechas de 2022, también debido a la gran demanda de entradas. Después del inicio de la gira en noviembre de 2022, la mayoría de los espectáculos se agotaron o estuvieron cerca de agotarse.

## Recepción crítica
La gira había recibido críticas principalmente positivas de los críticos. Las habilidades vocales de Lee y den Adel, el valor de la producción y las características específicas de ambas bandas estuvieron entre las cosas más elogiados.
Escribiendo para Metal Hammer, Rich Hobson elogió la actuación de Evanescence y Within Temptation en su paso por Birmingham, otorgando a los conciertos una puntuación de 4,5 estrellas sobre 5. Comentó positivamente las interpretaciones vocales de Amy Lee y Sharon den Adel, la selección de canciones para el espectáculo, y en la visión de ambas bandas sobre cómo presentar sus canciones en vivo. También en el Reino Unido, Nick Ruskell de The Daily Telegraph y Callum Crumlish de The Daily Express también comentaron positivamente sobre el paso de la gira por Londres. El primero elogió la voz de Lee, su presencia en el escenario y comentó que "Evanescence demostró ser un ejercicio de elegancia perfecta y majestuosa". El segundo concierto considerado de Within Temptation como "entretenimiento trascendental"

## Fechas
| Fecha                   | Ciudad           | País         | Teatro                       | Banda soporte     |
| ----------------------- | ---------------- | ------------ | ---------------------------- | ----------------- |
| Europa                  |                  |              |                              |                   |
| 9 de noviembre de 2022  | Múnich           | Alemania     | Olympiahalle                 | Veridia           |
| 10 de noviembre de 2022 | Milán            | Italia       | Mediolanum Forum             | Veridia           |
| 12 de noviembre de 2022 | Zúrich           | Suiza        | Hallenstadion                | Veridia           |
| 14 de noviembre de 2022 | Londres          | Inglaterra   | The O2 Arena                 | Veridia           |
| 15 de noviembre de 2022 | Birmingham       | Inglaterra   | Utilita Arena Birmingham     | Veridia           |
| 17 de noviembre de 2022 | Glasgow          | Escocia      | OVO Hydro                    | Veridia           |
| 19 de noviembre de 2022 | Leeds            | Inglaterra   | First Direct Arena           | Veridia           |
| 21 de noviembre de 2022 | Brussels         | Bélgica      | Palais 12                    | Veridia           |
| 22 de noviembre de 2022 | Brussels         | Bélgica      | Palais 12                    | Veridia           |
| 23 de noviembre de 2022 | Frankfurt        | Alemania     | Festhalle Frankfurt          | Smash into Pieces |
| 25 de noviembre de 2022 | Düsseldorf       | Alemania     | Mitsubishi Electric Halle    | Smash into Pieces |
| 27 de noviembre de 2022 | París            | Francia      | AccorHotels Arena            | Smash into Pieces |
| 29 de noviembre de 2022 | Ámsterdam        | Países Bajos | Ziggo Dome                   | Smash into Pieces |
| 30 de noviembre de 2022 | Ámsterdam        | Países Bajos | Ziggo Dome                   | Smash into Pieces |
| 1 de diciembre de 2022  | Esch-sur-Alzette | Luxemburgo   | Rockhal                      | Smash into Pieces |
| 3 de diciembre de 2022  | Leipzig          | Alemania     | Quarterback Immobilien Arena | Smash into Pieces |
| 5 de diciembre de 2022  | Gliwice          | Polonia      | Gliwice Arena                | Smash into Pieces |
| 7 de diciembre de 2022  | Hamburgo         | Alemania     | Barclaycard Arena            | Smash into Pieces |
| 8 de diciembre de 2022  | Berlín           | Alemania     | Velodrom                     | Smash into Pieces |

### Fechas reprogramadas
| Fecha                              | Ciudad           | País         | Lugar                        | Causa                | Ref    |
| ---------------------------------- | ---------------- | ------------ | ---------------------------- | -------------------- | ------ |
| Europa – fechas originales         |                  |              |                              |                      |        |
| 4 de abril de 2020                 | Brussels         | Bélgica      | Palais 12                    | Pandemia de COVID-19 | [ 26 ] |
| 5 de abril de 2020                 | París            | Francia      | AccorHotels Arena            | Pandemia de COVID-19 | [ 26 ] |
| 7 de abril de 2020                 | Londres          | Inglaterra   | The O2 Arena                 | Pandemia de COVID-19 | [ 26 ] |
| 9 de abril de 2020                 | Berlín           | Alemania     | Velodrom                     | Pandemia de COVID-19 | [ 26 ] |
| 11 de abril de 2020                | Frankfurt        | Alemania     | Festhalle Frankfurt          | Pandemia de COVID-19 | [ 26 ] |
| 12 de abril de 2020                | Zúrich           | Suiza        | Hallenstadion                | Pandemia de COVID-19 | [ 26 ] |
| 14 de abril de 2020                | Milán            | Italia       | Mediolanum Forum             | Pandemia de COVID-19 | [ 26 ] |
| 15 de abril de 2020                | Múnich           | Alemania     | Kulturhalle Zenith           | Pandemia de COVID-19 | [ 26 ] |
| 17 de abril de 2020                | Hamburgo         | Alemania     | Alsterdorfer Sporthalle      | Pandemia de COVID-19 | [ 26 ] |
| 18 de abril de 2020                | Leipzig          | Alemania     | Arena Leipzig                | Pandemia de COVID-19 | [ 26 ] |
| 20 de abril de 2020                | Düsseldorf       | Alemania     | Mitsubishi Electric Halle    | Pandemia de COVID-19 | [ 26 ] |
| 21 de abril de 2020                | Ámsterdam        | Países Bajos | Ziggo Dome                   | Pandemia de COVID-19 | [ 26 ] |
| 22 de abril de 2020                | Ámsterdam        | Países Bajos | Ziggo Dome                   | Pandemia de COVID-19 | [ 26 ] |
| 24 de abril de 2020                | Brussels         | Bélgica      | Palais 12                    | Pandemia de COVID-19 | [ 26 ] |
| 26 de abril de 2020                | Esch-sur-Alzette | Luxemburgo   | Rockhal                      | Pandemia de COVID-19 | [ 26 ] |
| 28 de abril de 2020                | Glasgow          | Escocia      | SSE Hydro                    | Pandemia de COVID-19 | [ 26 ] |
| 30 de abril de 2020                | Leeds            | Inglaterra   | First Direct Arena           | Pandemia de COVID-19 | [ 26 ] |
| 1 de mayo de 2020                  | Birmingham       | Inglaterra   | Utilita Arena Birmingham     | Pandemia de COVID-19 | [ 26 ] |
| 3 de mayo de 2020                  | Madrid           | España       | Palacio Vistalegre           | Pandemia de COVID-19 | [ 26 ] |
| Europa – Primera fecha repogramada |                  |              |                              |                      |        |
| 2 de septiembre de 2020            | Glasgow          | Reino Unido  | SSE Hydro                    | Pandemia de COVID-19 | [ 27 ] |
| 3 de septiembre de 2020            | Leeds            | Reino Unido  | First Direct Arena           | Pandemia de COVID-19 | [ 27 ] |
| 5 de septiembre de 2020            | Birmingham       | Reino Unido  | Arena Birmingham             | Pandemia de COVID-19 | [ 27 ] |
| 6 de septiembre de 2020            | Londres          | Reino Unido  | The O2 Arena                 | Pandemia de COVID-19 | [ 27 ] |
| 8 de septiembre de 2020            | Ámsterdan        | Países Bajos | Ziggo Dome                   | Pandemia de COVID-19 | [ 27 ] |
| 9 de septiembre de 2020            | Ámsterdan        | Países Bajos | Ziggo Dome                   | Pandemia de COVID-19 | [ 27 ] |
| 11 de septiembre de 2020           | Bruselas         | Bélgica      | Palais 12                    | Pandemia de COVID-19 | [ 27 ] |
| 12 de septiembre de 2020           | Bruselas         | Bélgica      | Palais 12                    | Pandemia de COVID-19 | [ 27 ] |
| 14 de septiembre de 2020           | París            | Francia      | AccorHotels Arena            | Pandemia de COVID-19 | [ 27 ] |
| 17 de septiembre de 2020           | Hamburgo         | Alemania     | Alsterdorfer Sporthalle      | Pandemia de COVID-19 | [ 27 ] |
| 18 de septiembre de 2020           | Leipzig          | Alemania     | Arena Leipzig                | Pandemia de COVID-19 | [ 27 ] |
| 21 de septiembre de 2020           | Berlín           | Alemania     | Velódrom                     | Pandemia de COVID-19 | [ 27 ] |
| 22 de septiembre de 2020           | Múnich           | Alemania     | Kulturhalle Zenith           | Pandemia de COVID-19 | [ 27 ] |
| 24 de septiembre de 2020           | Düsseldorf       | Alemania     | Mitsubishi Electric Halle    | Pandemia de COVID-19 | [ 27 ] |
| 25 de septiembre de 2020           | Esch-sur-Alzette | Luxemburgo   | Rockhal                      | Pandemia de COVID-19 | [ 27 ] |
| 27 de septiembre de 2020           | Zúrich           | Suiza        | Hallenstadion                | Pandemia de COVID-19 | [ 27 ] |
| 29 de septiembre de 2020           | Milán            | Italia       | Mediolanum Forum             | Pandemia de COVID-19 | [ 27 ] |
| 1 de octubre de 2020               | Madrid           | España       | Palacio Vistalegre           | Pandemia de COVID-19 | [ 27 ] |
| Europa - Segunda reprogragamción   |                  |              |                              | Pandemia de COVID-19 | [ 27 ] |
| 8 de septiembre de 2021            | Zúrich           | Suiza        | Hallenstadion                | Pandemia de COVID-19 |        |
| 9 de septiembre de 2021            | Milán            | Italia       | Mediolanum Forum             | Pandemia de COVID-19 |        |
| 11 de septiembre de 2021           | Berlín           | Alemania     | Velodrom                     | Pandemia de COVID-19 |        |
| 12 de septiembre de 2021           | Gliwice          | Polonia      | Gliwice Arena                | Pandemia de COVID-19 |        |
| 14 de septiembre de 2021           | Leipzig          | Alemania     | Arena Leipzig                | Pandemia de COVID-19 |        |
| 15 de septiembre de 2021           | Hamburgo         | Alemania     | Barclaycard Arena            | Pandemia de COVID-19 |        |
| 17 de septiembre de 2021           | Ámsterdam        | Países Bajos | Ziggo Dome                   | Pandemia de COVID-19 |        |
| 18 de septiembre de 2021           | Ámsterdam        | Países Bajos | Ziggo Dome                   | Pandemia de COVID-19 |        |
| 20 de septiembre de 2021           | París            | Francia      | AccorHotels Arena            | Pandemia de COVID-19 |        |
| 21 de septiembre de 2021           | Düsseldorf       | Alemania     | Mitsubishi Electric Halle    | Pandemia de COVID-19 |        |
| 22 de septiembre de 2021           | Múnich           | Alemania     | Zenith                       | Pandemia de COVID-19 |        |
| 24 de septiembre de 2021           | Esch-sur-Alzette | Luxemburgo   | Rockhal                      | Pandemia de COVID-19 |        |
| 26 de septiembre de 2021           | Frankfurt        | Alemania     | Festhalle Frankfurt          | Pandemia de COVID-19 |        |
| 27 de septiembre de 2021           | Brussels         | Bélgica      | Palais 12                    | Pandemia de COVID-19 |        |
| 28 de septiembre de 2021           | Brussels         | Bélgica      | Palais 12                    | Pandemia de COVID-19 |        |
| 30 de septiembre de 2021           | Glasgow          | Escocia      | SSE Hydro                    | Pandemia de COVID-19 |        |
| 1 de octubre de 2021               | Leeds            | Reino Unido  | First Direct Arena           | Pandemia de COVID-19 |        |
| 3 de octubre de 2021               | Birmingham       | Reino Unido  | Arena Birmingham             | Pandemia de COVID-19 |        |
| 4 de octubre de 2021               | Londres          | Reino Unido  | The O2 Arena                 | Pandemia de COVID-19 |        |
| Europa – Tercera reprogramación    |                  |              |                              |                      |        |
| 16 de marzo de 2022                | Leipzig          | Alemania     | Quarterback Immobilien Arena | Smash Into Pieces    |        |
| 17 de marzo de 2022                | Berlín           | Alemania     | Velodrom                     | Smash Into Pieces    |        |
| 18 de marzo de 2022                | Gliwice          | Polonia      | Gliwice Arena                | Smash Into Pieces    |        |
| 20 de marzo de 2022                | Brussels         | Bélgica      | Palais 12                    | Smash Into Pieces    |        |
| 21 de marzo de 2022                | Brussels         | Bélgica      | Palais 12                    | Smash Into Pieces    |        |
| 23 de marzo de 2022                | Düsseldorf       | Alemania     | Mitsubishi Electric Halle    | Smash Into Pieces    |        |
| 24 de marzo de 2022                | Esch-sur-Alzette | Luxemburgo   | Rockhal                      | Smash Into Pieces    |        |
| 26 de marzo de 2022                | Múnich           | Alemania     | Olympiahalle                 | Smash Into Pieces    |        |
| 28 de marzo de 2022                | Milán            | Italia       | Mediolanum Forum             | Smash Into Pieces    |        |
| 30 de marzo de 2022                | París            | Francia      | AccorHotels Arena            | Smash Into Pieces    |        |
| 1 de abril de 2022                 | Hamburg          | Alemania     | Barclaycard Arena            | Veridia              |        |
| 4 de abril de 2022                 | Leeds            | Inglaterra   | First Direct Arena           | Veridia              |        |
| 5 de abril de 2022                 | Londres          | Inglaterra   | The O2 Arena                 | Veridia              |        |
| 7 de abril de 2022                 | Glasgow          | Escocia      | SSE Hydro                    | Veridia              |        |
| 8 de abril de 2022                 | Birmingham       | Inglaterra   | Utilita Arena Birmingham     | Veridia              |        |
| 11 de abril de 2022                | Ámsterdam        | Países Bajos | Ziggo Dome                   | Veridia              |        |
| 12 de abril de 2022                | Ámsterdam        | Países Bajos | Ziggo Dome                   | Veridia              |        |
| 13 de abril de 2022                | Frankfurt        | Alemania     | Festhalle Frankfurt          | Veridia              |        |
| 15 de abril de 2022                | Zúrich           | Suiza        | Hallenstadion                | Veridia              |        |